# Javier Segovia
Javier Ramón Segovia Fuentes (Los Teques, Venezuela, 28 de mayo de 1970) es un pastor cristiano y político venezolano. Es diputado por el estado Bolívar en la V Legislatura de la Asamblea Nacional de Venezuela. Fundador y pastor de la Iglesia Maranatha Ciudad Bolívar y líder en la organización El Evangelio Cambia. Es el vicepresidente nacional del partido El Cambio, que lo postuló como candidato a diputado en las elecciones parlamentarias de Venezuela de 2020, quedando electo por el Estado Bolívar.

## Biografía
Nació en Los Teques el 28 de mayo de 1970. Se gradúa como electricista mención operador de planta y subestaciones en el Centro de Formación Profesional Germán Celis Suane, en Tocuyito, estado Carabobo. En 2002, fundó el Centro Cristiano de Avivamiento Maranatha Ciudad Bolívar, iglesia donde actualmente es pastor.

## Carrera política
El 8 de diciembre de 2020 la directiva del partido EL CAMBIO anuncia que su vicepresidente Javier Segovia fue adjudicado como diputado de la V Legislatura de la Asamblea Nacional por el estado Bolívar. Fue designado como Segundo Vicepresidente de la Comisión Permanente de Cultura y Recreación.